# 段原町
段原町（だんばらまち）は、広島県広島市にかつて存在した町名。現在の町の区域は広島市南区比治山町である。

## 歴史
もと「段原村」と称していた。開発年代は詳らかではない。昔この地は海辺であり、葦葭叢生し、所謂葭原だったのを俗間「葭」を「葮」と誤り、草冠を省き遂に今の名に至る。1882年1月、亀島新開（7町9反8畝14歩）、山崎新開（15町9反7畝6歩）及び比治村（17町6反9畝24歩）を当村に合併し、1916年7月1日、村を改めて「段原町」と称した。廃止年月日は、1966年3月15日である。

## 人口
1925年末の現住戸数・現住人口は、2469・10198。

## 経済

### 産業
店・企業
- 旭缶詰製造所・精米所（陸海軍御用）[4] - 笹野家が経営した。
- 鈴川合資会社[5]
- 東洋新薬[5]
- 特許蚕座紙[5]
- 広島呉電力[4]

商工業
- 『日本紳士録』によると、段原町の商工業者は、製綿業の天津、牛乳搾取業の川本、穀物商の生田、金融業の加登、古田、文房具商の坂木、石材商の坂田、土木建築請負業の坂本常蔵、履物商の高木、正岡商店の正岡、日本製鋼所広島工場長の松田、米穀商の宮川、浴場の吉山などがいる[6]。

### 地主・家主
『日本紳士録』によると、地主は佐々木、家主は藤井がいる。

## 地域

### 施設
宗教
- 長性院（浄土宗）[7]
- 比治山神社 - 宮司の大巳（おおみ）家は初め「大呑」姓で、安芸郡府中総社の社家の出である[8]。社掌は志熊三郎[9]。

## 出身・ゆかりのある人物

### 政治・経済
- 岸田文武（通産官僚、衆議院議員） - 内閣総理大臣岸田文雄の父。
- 岸田正記（不動産業・百貨店経営、衆議院議員） - 岸田文雄の祖父。
- 笹野甚四郎（缶詰製造・精米業）
- 笹野雄太郎（広島女子商業初代理事長、広島県多額納税者[10]、缶詰製造・精米業）
- 鈴川貫一（中国配電社長）
- 妻木伊三郎（土木建築請負業、広島県多額納税者、広島士族）
- 守屋義之（広島電気副社長、広電証券専務取締役）[11]
- 矢尻革二（鈴川合資会社支配人[5]、広島段原郵便局長代理[6]）
- 吉岡初太郎（県会議員）[6]

### 法曹
- 志熊三郎[9]（検察官）

### 軍人
- 田部正壮（広島士族、陸軍中将、第12代広島市長）
- 吉川潔（海軍少将）

### 医療
- 野坂實（内科医師）[6]

### 学術
- 高野久太郎（広島師範教授）[12]

### その他
- 井上忠也[12]
- 橋本又吉郎[12]
- 長谷川捨次郎[12]
- 濵井幸一[12]
- 守屋棟蔵[6][11]